# Terra Cotta Mountain
Terra Cotta Mountain är ett berg i Antarktis. Det ligger i Östantarktis. Nya Zeeland gör anspråk på området. Toppen på Terra Cotta Mountain är 1 624 meter över havet.
Terrängen runt Terra Cotta Mountain är huvudsakligen kuperad, men österut är den bergig. Trakten är obefolkad. Det finns inga samhällen i närheten. 